# Prasinocyma rudipunctata
Prasinocyma rudipunctata là một loài bướm đêm trong họ Geometridae.